# Graduation (película de 2007)
Graduación es una película dramática estadounidense de 2007 sobre la mayoría de edad protagonizada por Chris Lowell, Chris Marquette y Riley Smith, estrenada en cines en mayo de 2008. Fue realizado en colaboración con los productores de The Virgin Suicides y Seabiscuit . La película se rodó en Beaver Falls, Pensilvania en 2005.  Se rodaron escenas adicionales dentro y fuera de North Hills Senior High School.

## Argumento
Un grupo de amigos de la escuela secundaria de los suburbios de Pittsburgh : Carl (Chris Marquette), Polly (Shannon Lucio), Chauncey (Riley Smith) y Jackson (Chris Lowell), están a punto de graduarse. Polly y Chauncey están saliendo, Carl necesita una cita para el baile de graduación y Jackson no parece saber qué hacer con su vida. Cuando la madre de Carl se enferma y necesita 100.000 dólares para una cirugía, a Polly se le ocurre un plan: robar el banco de su padre. El plan parece infalible y la graduación es la coartada perfecta; Todo lo que los niños deben hacer es robar las llaves de la bóveda del banco. Sin embargo, las cosas se complican cuando Carl se enamora de una cajera de banco llamada Suzi y Polly se enamora de Jackson. A través de todo esto, incluida una crisis de rehenes imprevista, los amigos aprenden mucho sobre sí mismos.

## Estreno
La película se estrenó en cines el 2 de mayo de 2008 (lanzamiento limitado). Salió en DVD el 13 de mayo de 2008.

## Recepción
A 2020 de 06, Graduation holds a 0% approval rating on Rotten Tomatoes, based on six reviews with an average rating of 3.08/10.